# 15476 Narendra
15476 Narendra eller 1999 BW24 är en asteroid i huvudbältet som upptäcktes den 18 januari 1999 av LINEAR i Socorro County, New Mexico. Den är uppkallad efter Varun Kumar Narendra.
Asteroiden har en diameter på ungefär 3 kilometer och den tillhör asteroidgruppen Vesta.